# Массинисса
Масинисса (Массинисса; ок. 240 до н. э. — ок. 149 до н. э.) — первый царь Нумидии, наиболее известный своим участием в качестве римского союзника в битве при Заме во Второй Пунической войне.

## Биография

### Юность
Во времена юности Массиниссы Нумидия не была единым государством. Она представляла собой страну кочевников, находящуюся в зависимости от Карфагена. Власть в Нумидии принадлежала вождям племенных союзов (царям). Массинисса был вторым сыном царя Восточной Нумидии Галы. Свои юные годы он провел в Карфагене в качестве заложника, гарантирующего верность своего отца Карфагену. Там он изучил латинский и греческий языки и заслужил репутацию образованного и умного человека.

### Участие во Второй Пунической войне
В начале Второй Пунической войны Массинисса воевал на стороне Карфагена против Сифакса, царя Западной Нумидии, в то время союзника Рима. Массинисса повел нумидийско-карфагенскую армию в бой против армии Сифакса и одержал победу.
После этой победы Массинисса воевал со своей кавалерией против римлян в Испании. Он принимал участие в выигранных битвах при Кастуло и Илорке. Когда Гасдрубал Баркид отправился в Италию на помощь Ганнибалу, Массиниссе поручили командовать всей карфагенской кавалерией в Испании. В 208—207 годах до н. э., пока карфагенские генералы Магон и Гасдрубал Гисгон набирали и обучали свежие войска, он вел успешную партизанскую войну против римского проконсула Сципиона. В 206 году до н. э. был разбит Сципионом при Бекуле. Столкновения Массиниссы с римлянами заставили его с уважением отнестись к Риму и менее снисходительно смотреть на своих союзников — корыстолюбивых, хитрых, жестоких карфагенян. Когда последние, без ведома Гасдрубала, отдали Сифаксу давно желанную Софонисбу, Массинисса открыто отказался от союза с Карфагеном. Ему предстояло выдержать упорную борьбу с Сифаксом из-за спорных границ и справиться с внутренними междоусобиями, последовавшими за смертью Галы. Нумидийского царька Мазетула, захватившего власть в Нумидии, Массинисса победил, но сам был побежден Сифаксом и потерял на время Массилию. Между тем, в 204 г. высадился на африканском берегу Сципион. Карфагеняне и Сифакс предложили Массиниссе союз, но он, не отклонив его прямо, решил заслужить расположение римлян и с их помощью вернуть царство. Вместе со Сципионом он взял город Лоху, грабил страну карфагенян и осадил город Утику. В 203 г. был побежден и Сифакс, и Массинисса получил власть над Нумидией. Получив, вместе с троном, и прежнюю свою невесту, Софонисбу, Массинисса женился на ней, но, видя недовольство Сципиона этим браком, послал молодой жене кубок с ядом. С тех пор Массинисса считался верным союзником Рима и был утверждён Сципионом в качестве царя.
В битве при Заме (202 год до н. э.) Массинисса командовал кавалерией (6 000 нумидийцев и 3 000 римлян) на правом фланге Сципиона. Он атаковал и рассеял карфагенскую конницу, в решающий момент битвы вернулся и ударил карфагенянам в тыл. Это решило исход битвы и всей войны. За свою службу Массинисса получил царство Сифакса, объединив всю Нумидию.

### Царствование
С римской поддержкой Массинисса значительно усилил своё царство. Его столицей был город Цирта, второй резиденцией — Булла-Регия. Массинисса и его сыновья владели большими поместьями, так что римляне даже считали, что ему удалось перевести нумидийцев с кочевого на оседлый образ жизни. Казна Нумидии была полна, армия сильна, развивались города и торговля.
Всю свою оставшуюся жизнь — 50 лет — Массинисса враждовал с Карфагеном, грабя его владения и отнимая территории. По условиям договора, завершившего Вторую Пуническую войну, Карфаген не мог вести войн без согласия Рима. Но римляне постоянно решали спорные вопросы в пользу Массиниссы, и в конце концов карфагенянам в 151 году до н. э. пришлось выступить войной против нумидийцев. Рим, с тревогой следивший за возрождением Карфагена, воспользовался этим предлогом для начала Третьей Пунической войны, в ходе которой Карфаген в 146 году до н. э. был полностью разрушен. Массинисса не оказал во время этой войны поддержки Риму, поскольку сам мечтал овладеть Карфагеном. Он умер ещё до падения Карфагена в возрасте 90 лет (согласно Полибию XXXVII.10; по Титу Ливию (периоха 50 книги) — в 90 с лишним лет; согласно периохе 48 книги, он был жив ещё в 92 года).

### Потомки
У Массиниссы было несколько сыновей. Миципса, Мастанабал и Гулусса стали совместно управлять Нумидией после смерти отца. Также сыновьями Массиниссы были Мисаген и Масгаба.

### Характеристика
Массинисса сделался основателем нумидийского царства, и нельзя сказать, чтобы выбор или случай часто ставили так удачно настоящего человека на настоящее место. Физически здоровый и гибкий до самой глубокой старости, он был воздержан и трезв, как араб, и способен выносить всякие лишения, мог простоять с утра до вечера на одном месте и пробыть сутки в седле, а среди испытанных им в молодости превратностей фортуны и на полях сражений в Испании вел себя как отличный солдат и как опытный полководец; он также был мастером в более трудном искусстве поддерживать дисциплину в многочисленном семействе и порядок в стране; он был одинаково способен пасть с безусловной преданностью к стопам могущественного покровителя и беспощадно раздавить под ногами слабого соседа; вдобавок ко всему он был хорошо знаком с положением дел в Карфагене, где был воспитан и где ему был открыт доступ в самые знатные семьи, и его сердце было полно жгучей африканской ненависти к тем, кто когда-то притеснял и его самого и его нацию; этот замечательный человек сделался душою возрождения своей нации, которая, по-видимому, уже приходила в упадок и как добродетели, так и пороки которой, казалось, воплотились в его лице. Счастье благоприятствовало ему во всем и даже в том, что дало ему достаточно времени для достижения его цели. Он умер на девяностом году своей жизни… и на шестидесятом году царствования, вполне сохранив до последней минуты свои физические и умственные силы; он оставил после себя годовалого сына и славу самого энергичного человека, самого лучшего и самого счастливого из всех царей его времени.— Моммзен. «Римская история»

## В культуре
- 1663 — трагедия Пьера Корнеля «Софонисба».
- 1914 год — художественный фильм «Кабирия» (Cabiria); режиссёр — Джованни Пастроне, Массиниссу играет Витале Ди Стефано.
- 1937 год — художественный фильм «Сципион Африканский» (Scipione L’Africano), Италия, режиссёр — Кармине Галлоне, в роли Массинисы — Фоско Джакетти